# Burton’s Gentleman’s Magazine
Burton’s Gentleman’s Magazine and American Monthly Review (иногда …and Monthly American Review или просто Burton’s Magazine) — литературное периодическое издание Филадельфии, выходившее в свет с 1837 по 1840 год. Его основателем был Уильям Эванс Бёртон, английский иммигрант, который также управлял театром и был второстепенным актёром. В 1839—1840 редактором и одним из авторов, публиковавшихся в журнале, был Эдгар Аллан По.

## Обзор
Журнал публиковал стихи, художественную прозу и очерки с акцентом на спортивную жизнь: парусный спорт, крикет, охоту и многое другое. Чтобы конкурировать с другими журналами того времени, Burton’s прибегал к дополнительным иллюстрациям и выходил на более плотной бумаге.

### Эдгар Аллан По

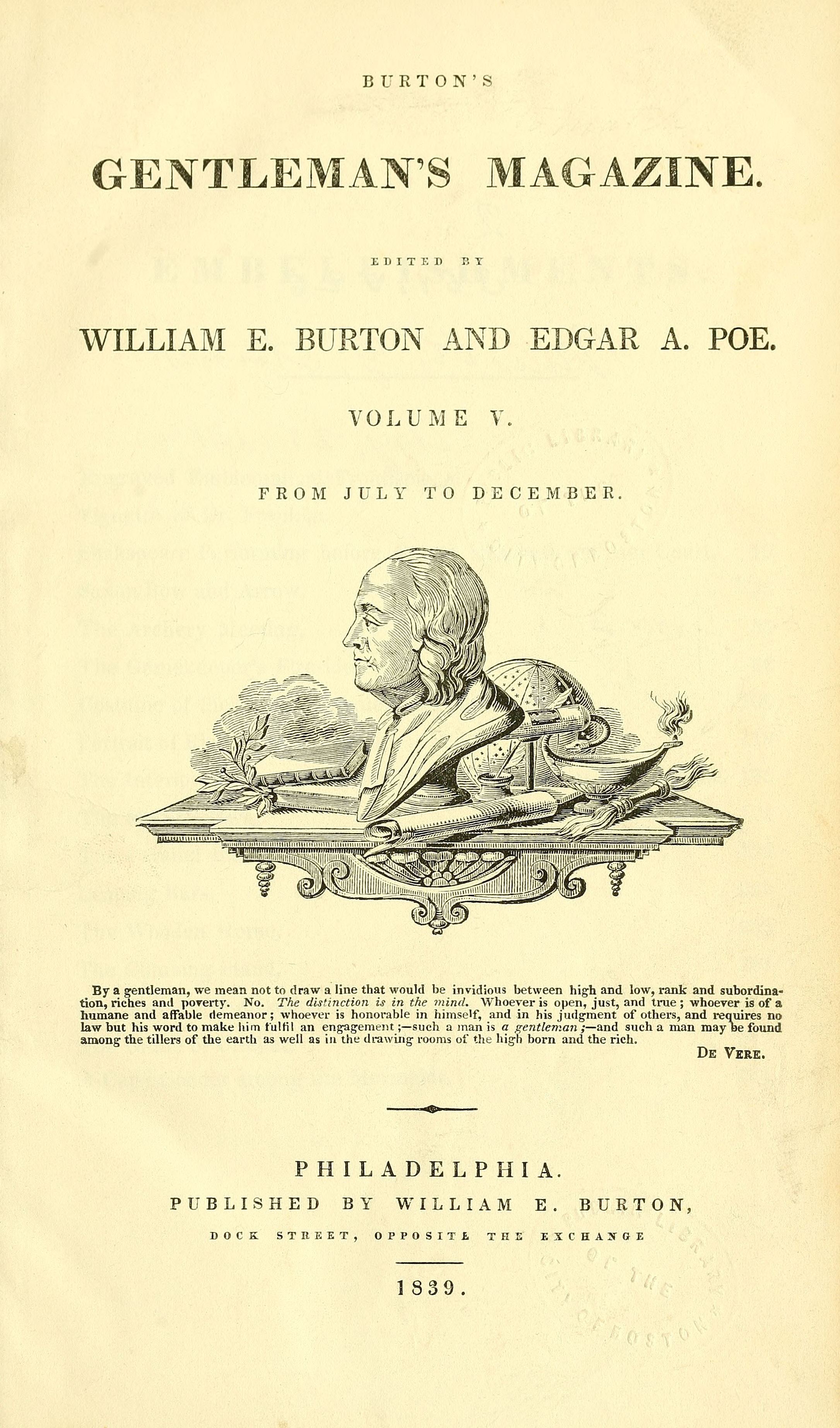
Фронтиспис для 5-го выпуска (июль-декабрь 1839 г.) Burton’s Gentlemen’s Magazine, где редакторами указаны Бёртон и По

Самым известным автором и одновременно редактором журнала был Эдгар Аллан По, в 1839 году. В июньском номере Burton’s за этот год упомянуто, что его владелец «договорился с Эдгаром По, эсквайром, бывшим редактором Southern Literary Messenger, чтобы тот приложил свои способности и опыт к исполнению обязанностей редактора Gentlemen’s Magazine». Эдгар По согласился предоставлять около 11 страниц оригинального материала в месяц, ему платили 10 долларов в неделю, а его имя было вынесено рядом с именем Бёртона. В Burton’s По опубликовал знаменитые теперь рассказы, в том числе «Человек, которого изрубили в куски», «Падение дома Ашеров», «Вильям Вильсон», «Морелла» и другие. Разногласия между редактором и владельцем журнала заставили Бёртона уволить По в июне 1840 года.
В 1840 году Бёртон продал журнал Джорджу Рексу Грэму. Затем издание было объединено с Casket и с декабря 1840 года выходило под названием Graham’s Magazine.